# Tea for Two
«Tea for Two» es una canción de 1925 del musical No, No, Nanette con música de Vincent Youmans y libreto de Irving Caesar. Consiste en un dueto interpretado por Nanette y Tom en el segundo acto y la letra describe el futuro que imaginan juntos.
La canción contiene cambios bruscos de tonalidad entre la bemol mayor y do mayor. La canción consiste mayormente de negras y corcheas con puntillo. Alec Wilder describe estas características como inusuales en las grandes piezas teatrales pero reconoce que la canción obtuvo un gran éxito a pesar de ello.

## Versiones e intérpretes notables
La pieza se ha convertido en un estándar de jazz y ha sido grabada por numerosas bandas e intérpretes. Entre las versiones más notables se encuentran las de Art Tatum en 1933, de la cual James P. Johnson diría:

Cuando aquella noche Tatum tocó «Tea for Two», fue la primera vez que realmente escuché tocar esa pieza.

 y la versión chachachá de Tommy Dorsey, que ingresó a las listas de popularidad en 1958.
El musical No, No, Nanette inspiró una película musical también titulada Tea for Two protagonizada por Doris Day, cuya interpretación la pieza homónima es particularmente destacada.[cita requerida]
En 1927, Dmitri Shostakóvich apostó y ganó 100 rublos al director de orquesta Nikolai Malko de ser capaz de realizar una versión orquestal de la pieza en una hora, habiéndola oído sólo una vez, lo cual hizo en cuarenta y cinco minutos. La estrenó en Moscú el 25 de noviembre de 1928 con el título de «Tahiti Trot», y acabó incluyéndola en su ballet La Edad de oro.[cita requerida]